# Dennis K. Chesney
Dennis K. Chesney es un astrónomo estadounidense nacido en Clovis, Nuevo México, descubridor de asteroides desde el observatorio de Hight Point en Carolina del Norte.

## Descubrimientos
Entre el año 1998 y 2000 ha descubierto 38 asteroides desde el observatorio de High Point (Código IAU: 757) de los cuales hasta el momento ha puesto nombre a uno de ellos: Buckjean, como composición de los nombres de sus padres. La citación de denominación fue publicada el 20 de marzo de 2000 (M.P.C. 39658).
| Asteroides descubiertos: 38 | Asteroides descubiertos: 38 |
| --------------------------- | --------------------------- |
| (12583) Buckjean            | 11 de septiembre de 1999    |
| (15064) 1999 AC4            | 10 de enero de 1999         |
| (15074) 1999 BN14           | 25 de enero de 1999         |
| (15471) 1999 BE5            | 19 de enero de 1999         |
| (16030) 1999 FS3            | 19 de marzo de 1999         |
| (16993) 1999 CC10           | 15 de febrero de 1999       |
| (20761) 2000 EA8            | 5 de marzo de 2000          |
| (21809) 1999 TG19           | 15 de octubre de 1999       |
| (22895) 1999 TV5            | 6 de octubre de 1999        |
| (24096) 1999 VQ2            | 5 de noviembre de 1999      |
| (24111) 1999 VY22           | 13 de noviembre de 1999     |
| (25281) 1998 WP             | 16 de noviembre de 1998     |
| (28197) 1998 XZ12           | 15 de diciembre de 1998     |
| (31422) 1999 BE1            | 16 de enero de 1999         |
| (31448) 1999 CO8            | 13 de febrero de 1999       |
| (35688) 1999 CD10           | 15 de febrero de 1999       |
| (38573) 1999 WA1            | 19 de noviembre de 1999     |
| (40741) 1999 TD             | 1 de octubre de 1999        |
| (40747) 1999 TK5            | 2 de octubre de 1999        |
| (40992) 1999 UL1            | 18 de octubre de 1999       |
| (44714) 1999 TS5            | 6 de octubre de 1999        |
| (47055) 1998 XH5            | 10 de diciembre de 1998     |
| (47135) 1999 EX2            | 8 de marzo de 1999          |
| (47136) 1999 EA3            | 12 de marzo de 1999         |
| (47593) 2000 AF204          | 12 de enero de 2000         |
| (49484) 1999 BP15           | 27 de enero de 1999         |
| (50864) 2000 GM2            | 5 de abril de 2000          |
| (53315) 1999 JD3            | 10 de mayo de 1999          |
| (56328) 1999 WE             | 17 de noviembre de 1999     |
| (59213) 1999 BO14           | 25 de enero de 1999         |
| (59999) 1999 TP3            | 3 de octubre de 1999        |
| (60002) 1999 TU5            | 6 de octubre de 1999        |
| (66845) 1999 VE2            | 5 de noviembre de 1999      |
| (66853) 1999 VH12           | 10 de noviembre de 1999     |
| (70436) 1999 TT5            | 6 de octubre de 1999        |
| (91894) 1999 VH5            | 6 de noviembre de 1999      |
| (145880) 1999 TE            | 1 de octubre de 1999        |
| (162722) 2000 VD            | 1 de noviembre de 2000      |